# كورنيليس دي ياجر
كورنيليس دي ياجر (بالهولندية: Kees de Jager)‏ (و. 1921 – م) هو عالم فلك، وعالم فيزياء فلكية، وفيزيائي من مملكة هولندا . ولد في هولندا . وهو عضواً في الأكاديمية الملكية الهولندية للفنون والعلوم .

## التعليم
تعلم في جامعة أوتريخت

## مناصب وهيئات
أدار جامعة أوتريخت.

## جوائز
حصل على جوائز منها:
- الميدالية الذهبية للجمعية الفلكية الملكية (1988)
- جائزة جورج هيل [الإنجليزية]‏ (1988)
- جائزة بيير جانسين (1984)
- وسام كارل شفارنسشيلد (1974)
- جائزة رسوم الأكاديمية  [لغات أخرى]‏.